# Discestra fusculenta
Discestra fusculenta là một loài bướm đêm trong họ Noctuidae.